# موسیقی آفریقایی-آمریکایی

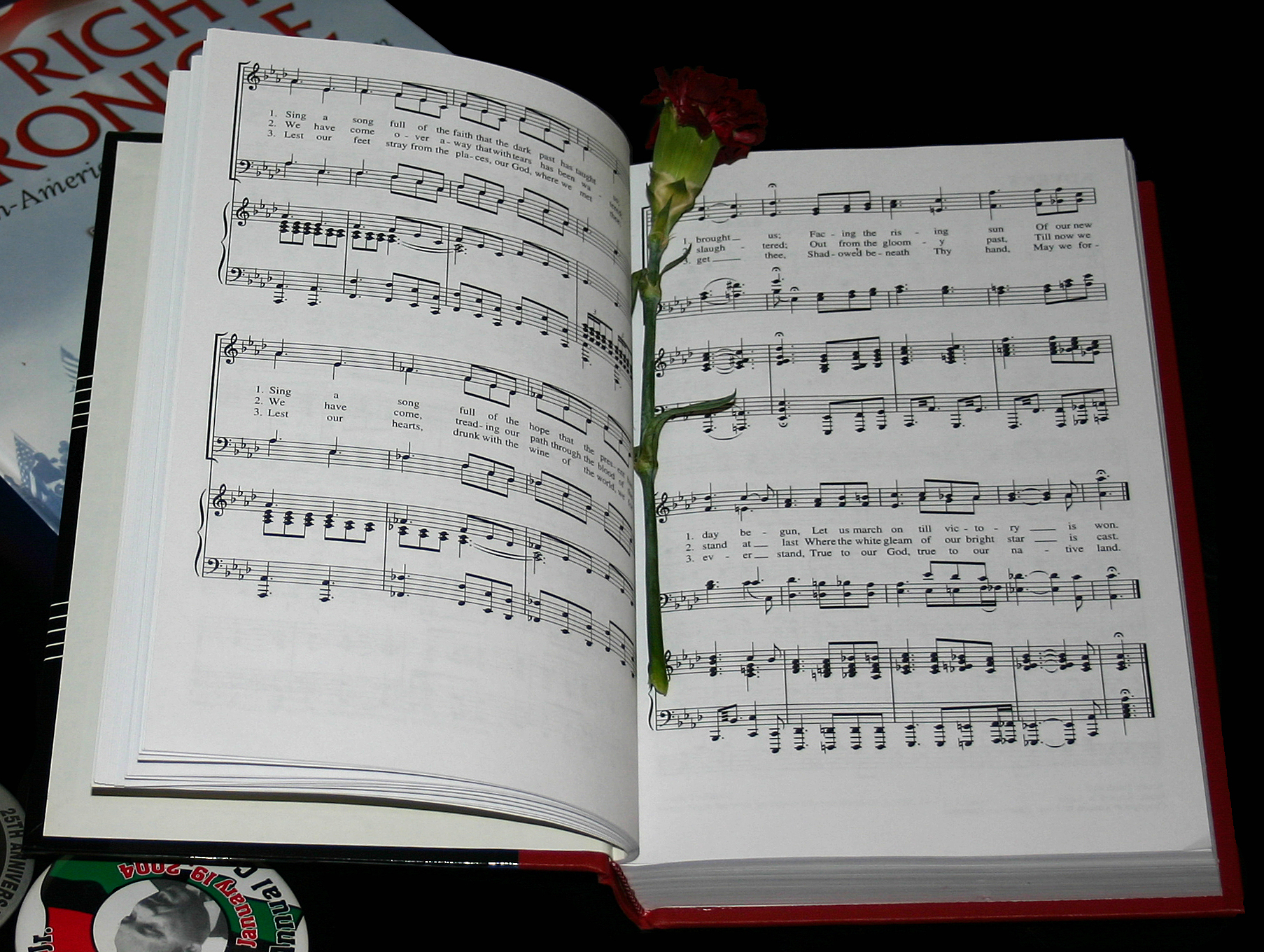
موسیقی آمریکایی‌های آفریقایی‌تبار

موسیقی آمریکایی‌های آفریقایی‌تبار (به انگلیسی: African-American music) به نوعی از موسیقی و سبک موسیقی می‌گویند که توسط موسیقی‌دانان آمریکایی آفریقایی‌تبار (سیاه‌پوستان آمریکا) ساخته شده است. آمریکایی‌های سیاه دومین نژاد پرجمعیت آمریکا هستند، سبک‌های موسیقی ابتدایی ایشان ترکیبی از موسیقی‌های محلی آفریقا و فرهنگ موسیقایی مهاجرین اروپایی به آمریکا بود.
در دهه‌های بعد این نوع موسیقی دچار تغییرات و پیشرفت‌های بسیاری شد و در آمریکا در بین مردمان سیاه و سفید محبوب شد. موسیقی آمریکایی‌های آفریقایی‌تبار توانست تأثیر قابل توجهی بر مسائل اجتماعی، اقتصادی و سیاسی آمریکا بگذارد. محبوبیت این موسیقی کم‌کم جهانی شد.
از سبک‌های محبوب موسیقی که توسط سیاهان آمریکایی ابداع شده است می‌توان به سبک‌های ریتم، بلوز، جاز، فانک، هیپ‌هاپ، رپ، راک و آر اند بی اشاره کرد که امروزه در تمام جهان از محبوبیت بسیار بالایی در بین مردم برخوردار است.